# Electronic Monitoring and Advisory System

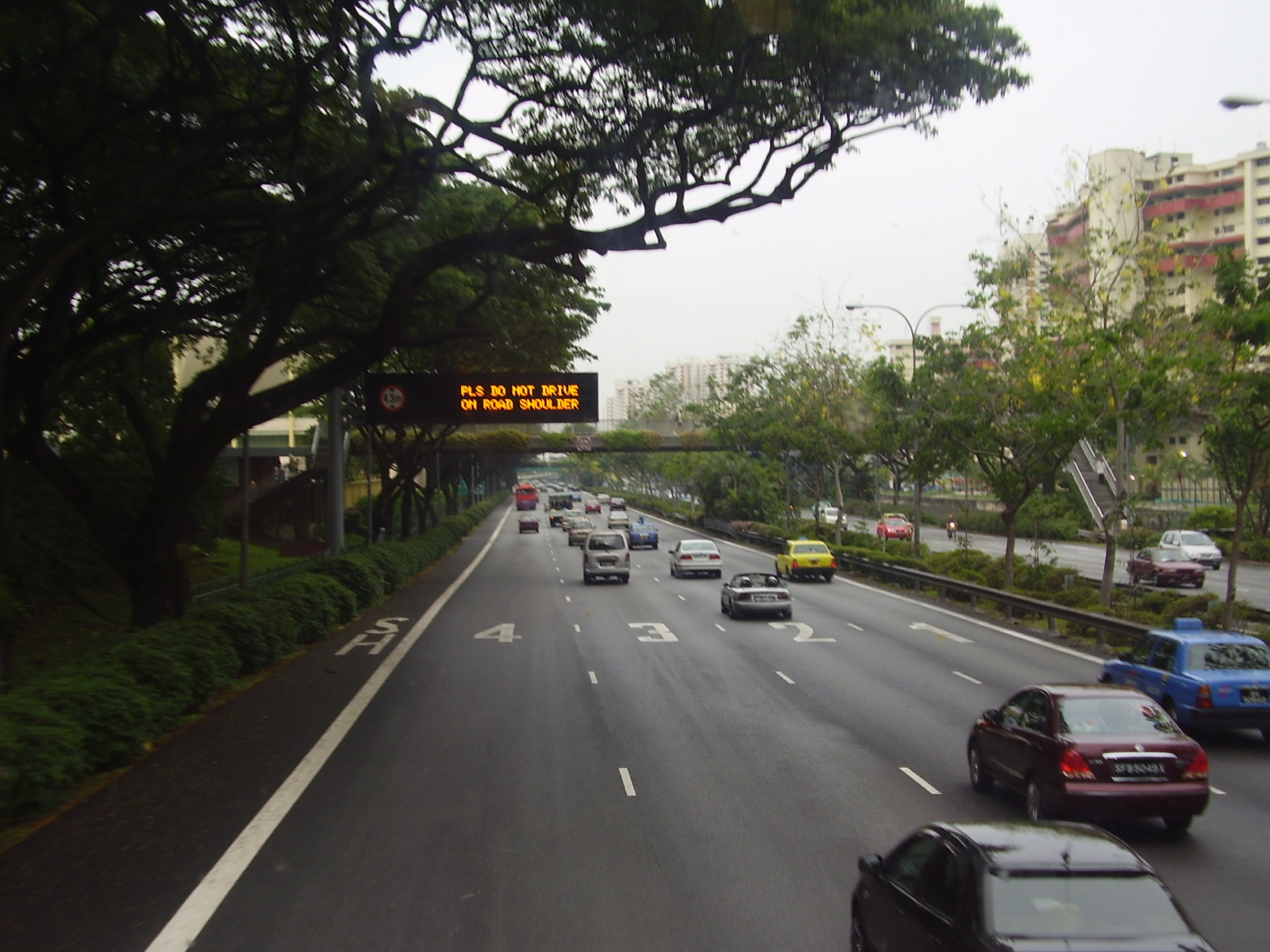
Eine EMAS Anzeigetafel auf dem Pan Island Expressway bei Toa Payoh.

Das Electronic Monitoring and Advisory System (Chinesisch: 电子监控与信息系统 / Deutsch: elektronisches Überwachungs- und Beratungssystem), auch bekannt unter der Abkürzung EMAS, ist ein computergesteuertes System, das benutzt wird, um den Verkehr auf Singapurs Autobahnen zu überwachen. Das EMAS ermöglicht dem Personal der Land Transport Authority (LTA) Unfälle zu erkennen und schneller auf sie zu reagieren. Zusätzlich informiert es die Kraftfahrer über Möglichkeiten Verkehrsstaus zu umgehen.

## Geschichte
Der Vertrag für die Errichtung des EMAS wurde von der LTA im Dezember 1996 an die Singapore Technologies Electronics vergeben. In der ersten Phase, die am 21. März 1998 offiziell von dem damaligen Minister für Entwicklung und Kommunikation John Chen gestartet wurde, wurde das System nur am Central Expressway installiert.
Das System wurde erweitert und in der zweiten Phase des Projekts wurden Anlagen installiert um die Tunnel des CTE, sowie den Ayer Rajah Expressway, den East Coast Parkway und den Pan Island Expressway zu überwachen. Diese Phase des Projekts wurde im April 2000 abgeschlossen.

## Einrichtungen

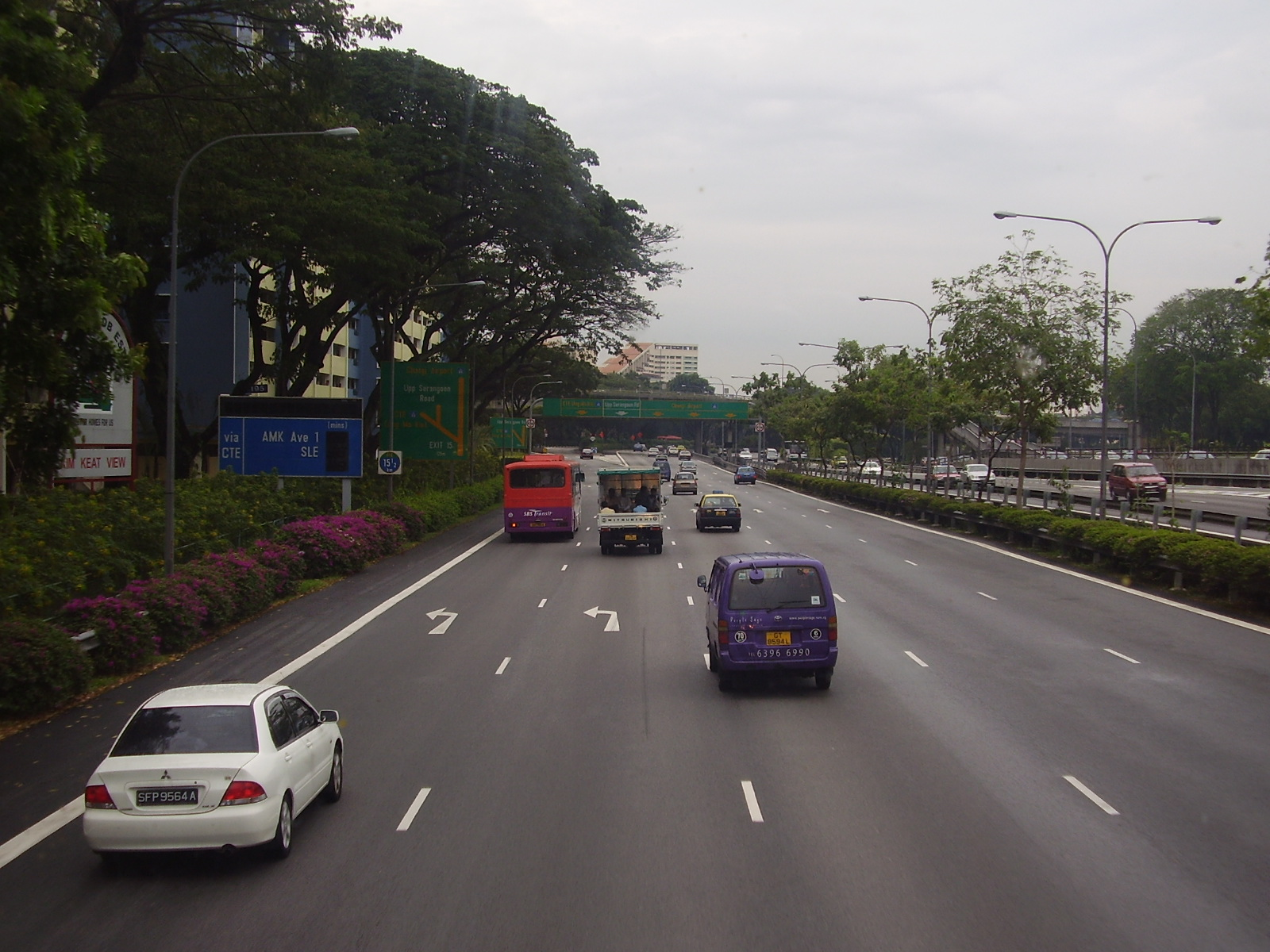
Eine kleine EMAS-Anzeigetafeln am Pan Island Expressway.

Das EMAS besteht aus einem Netzwerk von elektronischen Kameras und LED-Anzeigetafeln, die an strategischen Punkten entlang der Autobahnen angebracht sind. Die Kameras übermitteln ihre Daten zum ITS Centre, das sich in der Clemenceau Avenue befindet. In dem Datenzentrum überwachen Mitarbeiter 24 Stunden am Tag die Verkehrslage und suchen nach Anzeichen für Unfälle. Falls ein Unfall bemerkt wird, werden weitere Schritte eingeleitet, unter anderem werden die Verkehrspolizei und die Singapore Civil Defence Force (SCDF) benachrichtigt. Anschließend werden Warnmeldungen auf den Anzeigetafeln angezeigt um die Kraftfahrer über den Unfall zu informieren und die Planung einer Ausweichroute zu ermöglichen. Wenn die Autobahnen frei sind, werden die Anzeigetafeln eingesetzt um andere Informationen anzuzeigen, wie z. B. Verkehrssicherheitsinformationen oder geplante Bauarbeiten am Straßennetz.
Während der zweiten Phase des EMAS-Projekts wurden kleinere Anzeigetafeln an den Autobahnen und auch auf den Zubringerstraßen angebracht. Diese kleineren Anzeigetafeln werden dafür genutzt die geschätzte Fahrzeit zu verschiedenen Zielen und andere Informationen anzuzeigen. Die Fahrzeitenanzeige wurde jedoch im April 2003 eingestellt, weil die Öffentlichkeit diese als unnötig ansah.

## Effektivität und Kritik
Das EMAS half der LTA Verkehrsunfälle, Pannen und andere Zwischenfälle schnell zu erkennen. Bis Juni 2004 hat die LTA alle herkömmlichen Notruftelefone von den Autobahnen Singapurs, bis auf die CTE Tunnel, entfernt. Gründe hierfür waren die Effektivität des EMAS und die weite Verbreitung von Mobiltelefonen. Die LTA garantierte Kraftfahrern, die kein Mobiltelefon besäßen, dass sie nicht ohne Hilfe gelassen würden, da die Autobahnen alle zwei Stunden von Abschleppwagen kontrolliert werden.
Das System fand jedoch auch einige Kritiker, die es als Geldverschwendung, die mit unverständlichen Meldungen um sich wirft, ansehen.